# Copa de la UEFA 2008-09
La Copa de la UEFA 2008-09 fue la edición número 38 de la competición, siendo la última que se disputó con el formato de la Copa de la UEFA, ya que se produjeron cambios en la temporada 2009/2010. Además, Inglaterra, como federación ganadora del premio UEFA Fair Play tuvo una plaza adicional.
La final, disputada en el Estadio Şükrü Saracoğlu de Estambul (Turquía), el 20 de mayo de 2009, enfrentó al Shakhtar Donetsk y al Werder Bremen, con victoria para el conjunto ucraniano por 2-1 tras la prórroga, convirtiéndose en el primer equipo de su país en ganar un título de la UEFA desde la independencia del mismo.

## Rondas previas

Regiones UEFA

### Primera ronda previa

#### Zona Norte
| Equipo local ida   | Resultado | Equipo visitante ida  | Ida | Vuelta |
| ------------------ | --------- | --------------------- | --- | ------ |
| FH Hafnarfjörður   | 8:3       | Grevenmacher          | 3:2 | 5:1    |
| Vėtra              | 1:2       | Viking                | 1:0 | 0:2    |
| Racing FC          | 1:10      | Kalmar                | 0:3 | 1:7    |
| Honka              | 4:2       | ÍA Akranes            | 3:0 | 1:2    |
| Glentoran          | 1:3       | Liepājas Metalurgs    | 1:1 | 0:2    |
| Brøndby            | 3:0       | B36 Tórshavn          | 1:0 | 2:0    |
| TVMK Tallin        | 0:8       | Nordsjælland          | 0:3 | 0:5    |
| EB/Streymur        | 0:4       | Manchester City FC    | 0:2 | 0:2    |
| Olimps Rīga        | 0:3       | St Patrick's Athletic | 0:1 | 0:2    |
| Djurgården         | (v)2:2    | Flora Tallin          | 0:0 | 2:2    |
| Sūduva Marijampolė | 2:0       | The New Saints        | 1:0 | 1:0    |
| Cliftonville       | 0:11      | Copenhague            | 0:4 | 0:7    |
| Cork City          | 2:6       | Haka                  | 2:2 | 0:4    |
| Bangor City        | 1:10      | Midtjylland           | 1:6 | 0:4    |

#### Zona Centro-Este
| Equipo local ida   | Resultado | Equipo visitante ida | Ida | Vuelta |
| ------------------ | --------- | -------------------- | --- | ------ |
| Red Bull Salzburgo | 10:0      | Banants Yerevan      | 7:0 | 3:0    |
| Győr               | 3:2       | FC Zestaponi         | 1:1 | 2:1    |
| Ararat Yerevan     | 1:4       | Bellinzona           | 0:1 | 1:3    |
| Dacia Chişinău     | 2:4       | Borac Čačak          | 1:1 | 1:3    |
| Tobol              | 1:2       | Austria Viena        | 1:0 | 0:2    |
| Hertha de Berlín   | 8:1       | Nistru Otachi        | 8:1 | 0:0    |
| Khazar Lenkoran    | 1:5       | Lech Poznań          | 0:1 | 1:4    |
| Legia de Varsovia  | 4:1       | Gomel                | 0:0 | 4:1    |
| Spartak Trnava     | 2:3       | WIT Georgia          | 2:2 | 0:1    |
| MTZ-RIPO           | 2:3       | MŠK Žilina           | 2:2 | 0:1    |
| Shakhter Karagandy | 1:2       | Debreceni            | 2:2 | 0:1    |
| Vojvodina          | 2:1       | Olimpik Bakú         | 1:0 | 1:1    |

#### Zona Sur-Mediterráneo
| Equipo local ida    | Resultado | Equipo visitante ida | Ida | Vuelta |  |
| ------------------- | --------- | -------------------- | --- | ------ |  |
| Cherno More         | 9:0       | Sant Julià           | 4:0 | 5:0    |  |
| Pelister            | 0:1       | APOEL                | 0:0 | 0:1    |  |
| Váduz               | 1:5       | Zrinjski Mostar      | 1:2 | 0:3    |  |
| Široki Brijeg       | 3:1       | Partizani            | 0:0 | 3:1    |  |
| Ironi Kiryat Shmona | 4:1       | Mogren               | 1:1 | 3:0    |  |
| Koper               | 1:2       | Vllaznia Shkodër     | 1:2 | 0:0    |  |
| Zeta                | 1:2       | Interblock Ljubljana | 1:1 | 0:1    |  |
| Hapoel Tel Aviv     | 5:0       | Juvenes/Dogana       | 3:0 | 2:0    |  |
| Hajduk Split        | 7:0       | Birkirkara           | 4:0 | 3:0    |  |
| Omonia              | 4:1       | Milano               | 2:0 | 2:1    |  |
| Marsaxlokk          | 0:8       | Slaven Belupo        | 0:4 | 0:4    |  |

### Segunda ronda previa

#### Zona Norte
| Equipo local ida   | Resultado  | Equipo visitante ida  | Ida | Vuelta |  |
| ------------------ | ---------- | --------------------- | --- | ------ |  |
| Djurgården         | 2:6        | Rosenborg             | 2:1 | 0:5    |  |
| Queen of the South | 2:4        | Nordsjælland          | 1:2 | 1:2    |  |
| KAA Gent           | 2:5        | Kalmar FF             | 2:1 | 0:4    |  |
| Manchester City FC | (p 4-2)1:1 | Midtjylland           | 0:1 | 1:0    |  |
| Honka              | 2:1        | Viking FK             | 0:0 | 2:1    |  |
| FC Haka            | 0:6        | Brøndby IF            | 0:4 | 0:2    |  |
| Stabæk             | 2:3        | Stade Rennais FC      | 2:1 | 0:2    |  |
| FC Copenhague      | 7:3        | Lillestrøm            | 3:1 | 4:2    |  |
| Elfsborg           | 3:4        | St Patrick's Athletic | 2:2 | 1:2    |  |
| FH Hafnarfjörður   | 2:5        | Aston Villa FC        | 1:4 | 1:1    |  |

#### Zona Centro-Este
| Equipo local ida      | Resultado  | Equipo visitante ida | Ida        | Vuelta |  |
| --------------------- | ---------- | -------------------- | ---------- | ------ |  |
| Liepājas Metalurgs    | 1:5        | Vaslui               | 0:2        | 1:3    |  |
| Zürich                | (p 4-2)2:2 | Sturm Graz           | 1:1        | 1:1    |  |
| Stuttgart             | 6:2        | Győri ETO            | 2:1        | 4:1    |  |
| Lech Poznań           | 6:0        | Grasshopper          | 6:0        | 0:0    |  |
| Slovan Liberec        | 2:4        | Žilina               | 1:2        | 1:2    |  |
| WIT Georgia           | 0:2        | Austria Viena        | suspendido | 0:2    |  |
| FC Sion               | 7:3        | Debreceni            | 4:1        | 3:2    |  |
| Legia Varsovia        | 1:4        | Moscú                | 1:2        | 0:2    |  |
| Dnipro Dnipropetrovsk | 4:4(v)     | Bellinzona           | 3:2        | 1:2    |  |
| Interblock Ljubljana  | 0:3        | Hertha de Berlín     | 0:2        | 0:1    |  |
| Sūduva Marijampolė    | 2:4        | Red Bull Salzburgo   | 1:4        | 1:0    |  |

#### Zona Sur Mediterráneo
| Equipo local ida       | Resultado | Equipo visitante ida      | Ida | Vuelta |
| ---------------------- | --------- | ------------------------- | --- | ------ |
| Široki Brijeg          | 1:6       | Beşiktaş                  | 1:2 | 0:4    |
| Sporting Braga         | 3:0       | Zrinjski Mostar           | 1:0 | 2:0    |
| Borac Čačak            | 2:1       | Lokomotiv Sofía           | 1:0 | 1:1    |
| Vojvodina              | 0:3       | Hapoel Tel Aviv           | 0:0 | 0:3    |
| Aris Thessaloniki      | 1:2       | Slaven Belupo             | 1:0 | 0:2    |
| Litex Lovech           | 2:1       | Ironi Kiryat Shmona       | 0:0 | 2:1    |
| Deportivo de La Coruña | 2:0       | Hajduk Split              | 0:0 | 2:0    |
| APOEL Nicosia          | (v)5:5    | Estrella Roja de Belgrado | 2:2 | 3:3    |
| Vllaznia Shkodër       | 0:8       | Napoli                    | 0:3 | 0:5    |
| Maccabi Netanya        | 1:3       | Cherno More               | 1:1 | 0:2    |
| AEK Atenas             | 2:3       | Omonia                    | 0:1 | 2:2    |

## Primera ronda
Los 32 equipos que estaban clasificados automáticamente para esta ronda, más los otros 32 equipos que se clasificaron por la ronda anterior, sumando los 16 perdedores de la tercera ronda clasificatoria de la Liga de Campeones 2008-09 dieron un total de 80 equipos que fueron emparejados en 8 grupos de 5 emparejamientos cada uno, los 40 ganadores de cada emparejamiento se clasificaron para la fase de grupos.
Los partidos de ida se jugaron el 18 de septiembre, a excepción del Nordsjælland - Olympiacos, Hertha de Berlín - St. Patrick's Athletic y APOEL - Schalke 04 que se disputaron el 16 del mismo mes, y los partidos de vuelta se efectuaron el 2 de octubre, excepto el CSKA de Moscú - Slaven Belupo y el St. Patrick's Athletic - Hertha de Berlín que se jugaron el 30 de septiembre.

Grupo 1

| Equipo local ida | Resultado | Equipo visitante ida   | Ida | Vuelta |
| ---------------- | --------- | ---------------------- | --- | ------ |
| Milan            | 4:1       | Zürich                 | 3:1 | 1:0    |
| Timişoara        | 1:3       | Partizan Belgrado      | 1:2 | 0:1    |
| Hertha Berlín    | 2:0       | St. Patrick's Athletic | 2:0 | 0:0    |
| Baník Ostrava    | 1:2       | Spartak Moscú          | 0:1 | 1:1    |
| Beşiktaş         | 2:4       | Metalist Kharkiv       | 1:0 | 1:4    |

Grupo 2

| Equipo local ida | Resultado | Equipo visitante ida | Ida | Vuelta     |
| ---------------- | --------- | -------------------- | --- | ---------- |
| Portsmouth       | 4:2       | Vitória Guimarães    | 2:0 | 2:2 (pró.) |
| Kayserispor      | 1:2       | París Saint-Germain  | 1:2 | 0:0        |
| Sevilla          | 4:0       | Red Bull Salzburgo   | 2:0 | 2:0        |
| Wolfsburgo       | 2:1       | Rapid Bucarest       | 1:0 | 1:1        |
| Sampdoria        | 7:1       | FBK Kaunas           | 5:0 | 2:1        |

Grupo 3

| Equipo local ida | Resultado | Equipo visitante ida | Ida | Vuelta |
| ---------------- | --------- | -------------------- | --- | ------ |
| Marítimo         | 1:3       | Valencia             | 0:1 | 1:2    |
| Dinamo Zagreb    | (v.) 3:3  | Sparta Praga         | 0:0 | 3:3    |
| Omonia           | 2:4       | Manchester City      | 1:2 | 1:2    |
| FC Sion          | 3:4       | Brujas               | 2:2 | 0:2    |
| Nancy            | 3:0       | Motherwell           | 1:0 | 2:0    |

Grupo 4

| Equipo local ida    | Resultado | Equipo visitante ida | Ida | Vuelta |
| ------------------- | --------- | -------------------- | --- | ------ |
| Everton             | 3:4       | Standard Lieja       | 2:2 | 1:2    |
| Napoli              | 3:4       | Benfica              | 3:2 | 0:2    |
| Bellinzona          | 4:6       | Galatasaray          | 3:4 | 1:2    |
| NEC Nijmegen        | 1:0       | Dinamo Bucarest      | 1:0 | 0:0    |
| Racing de Santander | 2:0       | Honka                | 1:0 | 1:0    |

Grupo 5

| Equipo local ida | Resultado    | Equipo visitante ida   | Ida | Vuelta |
| ---------------- | ------------ | ---------------------- | --- | ------ |
| APOEL Nicosia    | 2:5          | Schalke 04             | 1:4 | 1:1    |
| Litex Lovech     | 2:4          | Aston Villa            | 1:3 | 1:1    |
| Austria Viena    | 4:5          | Lech Poznań            | 2:1 | 2:4    |
| Vitória          | 3:6          | Heerenveen             | 1:1 | 2:5    |
| Brann            | 2:2 (2-3 p.) | Deportivo de La Coruña | 2:0 | 0:2    |

Grupo 6

| Equipo local ida  | Resultado | Equipo visitante ida | Ida | Vuelta |
| ----------------- | --------- | -------------------- | --- | ------ |
| Slavia Praga      | (v.) 1:1  | Vaslui               | 0:0 | 1:1    |
| Slaven Belupo     | 1:3       | CSKA Moscú           | 1:2 | 0:1    |
| Brøndby           | 3:5       | Rosenborg            | 1:2 | 2:3    |
| Cherno More Varna | 3:4       | VfB Stuttgart        | 1:2 | 2:2    |
| Stade Rennais     | 2:2 (v.)  | Twente               | 2:1 | 0:1    |

Grupo 7

| Equipo local ida  | Resultado    | Equipo visitante ida | Ida | Vuelta |
| ----------------- | ------------ | -------------------- | --- | ------ |
| Borac Čačak       | 1:6          | Ajax Ámsterdam       | 1:4 | 0:2    |
| Tottenham Hotspur | 3:2          | Wisła Cracovia       | 2:1 | 1:1    |
| FC Moscú          | 2:3          | Copenhague           | 1:2 | 1:1    |
| Žilina            | 2:1          | Levski Sofia         | 1:1 | 1:0    |
| Borussia Dortmund | 2:2 (3-4 p.) | Udinese              | 0:2 | 2:0    |

Grupo 8

| Equipo local ida      | Resultado | Equipo visitante ida   | Ida | Vuelta |
| --------------------- | --------- | ---------------------- | --- | ------ |
| Sporting Braga        | 6:0       | FC Artmedia Bratislava | 4:0 | 2:0    |
| Feyenoord de Róterdam | (v.) 2:2  | Kalmar                 | 0:1 | 2:1    |
| Hamburgo              | 2:0       | Unirea Urziceni        | 0:0 | 2:0    |
| Hapoel Tel Aviv       | 2:4       | Saint-Étienne          | 1:2 | 1:2    |
| Nordsjælland          | 0:7       | Olympiacos             | 0:2 | 0:5    |

## Fase de grupos
El sorteo de la fase de grupos se celebró el 7 de octubre de 2008 en Nyon, Suiza. Los 40 equipos se dividieron en cinco grupos en función de su coeficiente UEFA. Los ocho equipos con mayor coeficiente se encontraban en la Copa 1, los siguientes ocho en la Copa 2 y así sucesivamente. El sorteo tuvo la salvedad de que en un mismo grupo no podían coincidir equipos de un mismo país. 

### Grupo A
| Equipo              | Pts | PJ | PG | PE | PP | GF | GC | DG |
| ------------------- | --- | -- | -- | -- | -- | -- | -- | -- |
| Manchester City     | 7   | 4  | 2  | 1  | 1  | 6  | 5  | +1 |
| Twente              | 6   | 4  | 2  | 0  | 2  | 5  | 8  | -3 |
| París Saint-Germain | 5   | 4  | 1  | 2  | 1  | 7  | 5  | +2 |
| Racing de Santander | 5   | 4  | 1  | 2  | 1  | 6  | 5  | +1 |
| Schalke 04          | 4   | 4  | 1  | 1  | 2  | 5  | 6  | -1 |

| Fecha           | Estadio              | Local                  | Resultado | Visitante           |
| --------------- | -------------------- | ---------------------- | --------- | ------------------- |
| 23 de octubre   | Arke Stadion         | Twente                 | 1:0       | Racing de Santander |
| 23 de octubre   | Veltins-Arena        | Schalke 04             | 3:1       | París Saint-Germain |
| 6 de noviembre  | El Sardinero         | Racing de Santander    | 1:1       | Schalke 04          |
| 6 de noviembre  | Ciudad de Mánchester | Manchester City        | 3:2       | Twente              |
| 27 de noviembre | Parc des Princes     | París Saint-Germain    | 2:2       | Racing de Santander |
| 27 de noviembre | Veltins-Arena        | Schalke 04             | 0:2       | Manchester City     |
| 3 de diciembre  | Ciudad de Mánchester | Manchester City        | 0:0       | París Saint-Germain |
| 3 de diciembre  | Arke Stadion         | Twente                 | 2:1       | Schalke 04          |
| 18 de diciembre | Parc des Princes     | París Saint-Germain FC | 4:0       | Twente              |
| 18 de diciembre | El Sardinero         | Racing de Santander    | 3:1       | Manchester City     |

### Grupo B
| Equipo           | Pts | PJ | PG | PE | PP | GF | GC | DG |
| ---------------- | --- | -- | -- | -- | -- | -- | -- | -- |
| Metalist Kharkiv | 10  | 4  | 3  | 1  | 0  | 3  | 0  | +3 |
| Galatasaray      | 9   | 4  | 3  | 0  | 1  | 4  | 1  | +3 |
| Olympiacos       | 6   | 4  | 2  | 0  | 2  | 9  | 3  | +6 |
| Hertha Berlín    | 2   | 4  | 0  | 2  | 2  | 1  | 6  | -5 |
| Benfica          | 1   | 4  | 0  | 1  | 3  | 2  | 9  | -7 |

| Fecha           | Estadio              | Local           | Resultado | Visitante       |
| --------------- | -------------------- | --------------- | --------- | --------------- |
| 23 de octubre   | Olímpico de Berlín   | Hertha Berlín   | 1:1       | Benfica         |
| 23 de octubre   | Ali Sami Yen         | Galatasaray     | 1:0       | Olympiacos      |
| 6 de noviembre  | Estádio da Luz       | Benfica         | 0:2       | Galatasaray     |
| 6 de noviembre  | Metalist Stadium     | Metalist Járkov | 0:0       | Hertha Berlín   |
| 27 de noviembre | Georgios Karaiskakis | Olympiacos      | 5:1       | Benfica         |
| 27 de noviembre | Ali Sami Yen         | Galatasaray     | 0:1       | Metalist Járkov |
| 3 de diciembre  | Metalist Stadium     | Metalist Járkov | 1:0       | Olympiacos      |
| 3 de diciembre  | Olímpico de Berlín   | Hertha Berlín   | 0:1       | Galatasaray     |
| 18 de diciembre | Georgios Karaiskakis | Olympiacos      | 4:0       | Hertha Berlín   |
| 18 de diciembre | Estádio da Luz       | Benfica         | 0:1       | Metalist Járkov |

### Grupo C
| Equipo               | Pts | PJ | PG | PE | PP | GF | GC | DG |
| -------------------- | --- | -- | -- | -- | -- | -- | -- | -- |
| Standard Lieja       | 9   | 4  | 3  | 0  | 1  | 5  | 3  | +2 |
| VfB Stuttgart        | 7   | 4  | 2  | 1  | 1  | 6  | 3  | +3 |
| Sampdoria            | 7   | 4  | 2  | 1  | 1  | 4  | 5  | -1 |
| Sevilla              | 6   | 4  | 2  | 0  | 2  | 5  | 2  | +3 |
| Partizan de Belgrado | 0   | 4  | 0  | 0  | 4  | 1  | 8  | -7 |

| Fecha           | Estadio               | Local                | Resultado | Visitante            |
| --------------- | --------------------- | -------------------- | --------- | -------------------- |
| 23 de octubre   | Ramón Sánchez Pizjuán | Sevilla              | 2:0       | Stuttgart            |
| 23 de octubre   | Partizan Stadium      | Partizan de Belgrado | 1:2       | Sampdoria            |
| 6 de noviembre  | Mercedes-Benz Arena   | Stuttgart            | 2:0       | Partizan de Belgrado |
| 6 de noviembre  | Maurice Dufrasne      | Standard de Lieja    | 1:0       | Sevilla              |
| 27 de noviembre | Luigi Ferraris        | Sampdoria            | 1:1       | Stuttgart            |
| 27 de noviembre | Partizan Stadium      | Partizan de Belgrado | 0:1       | Standard de Lieja    |
| 3 de diciembre  | Maurice Dufrasne      | Standard de Lieja    | 3:0       | Sampdoria            |
| 3 de diciembre  | Ramón Sánchez Pizjuán | Sevilla              | 3:0       | Partizan de Belgrado |
| 18 de diciembre | Luigi Ferraris        | Sampdoria            | 1:0       | Sevilla              |
| 18 de diciembre | Mercedes-Benz Arena   | Stuttgart            | 3:0       | Standard de Lieja    |

### Grupo D
| Equipo            | Pts | PJ | PG | PE | PP | GF | GC | DG |
| ----------------- | --- | -- | -- | -- | -- | -- | -- | -- |
| Udinese           | 9   | 4  | 3  | 0  | 1  | 6  | 4  | +2 |
| Tottenham Hotspur | 7   | 4  | 2  | 1  | 1  | 7  | 4  | +3 |
| NEC Nijmegen      | 6   | 4  | 2  | 0  | 2  | 6  | 5  | +1 |
| Spartak Moscú     | 4   | 4  | 1  | 1  | 2  | 5  | 6  | -1 |
| Dinamo Zagreb     | 3   | 4  | 1  | 0  | 3  | 4  | 9  | -5 |

| Fecha           | Estadio            | Local             | Resultado | Visitante         |
| --------------- | ------------------ | ----------------- | --------- | ----------------- |
| 23 de octubre   | Stadio Friuli      | Udinese           | 2:0       | Tottenham Hotspur |
| 23 de octubre   | Maksimir Stadium   | Dinamo Zagreb     | 3:2       | NEC Nijmegen      |
| 6 de noviembre  | White Hart Lane    | Tottenham Hotspur | 4:0       | Dinamo Zagreb     |
| 6 de noviembre  | Olímpico Luzhniki  | Spartak Moscú     | 1:2       | Udinese           |
| 27 de noviembre | Stadion de Goffert | NEC Nijmegen      | 0:1       | Tottenham Hotspur |
| 27 de noviembre | Maksimir Stadium   | Dinamo Zagreb     | 0:1       | Spartak Moscú     |
| 3 de diciembre  | Olímpico Luzhniki  | Spartak Moscú     | 1:2       | NEC Nijmegen      |
| 3 de diciembre  | Stadio Friuli      | Udinese           | 2:1       | Dinamo Zagreb     |
| 18 de diciembre | Stadion de Goffert | NEC Nijmegen      | 2:0       | Udinese           |
| 18 de diciembre | White Hart Lane    | Tottenham Hotspur | 2:2       | Spartak Moscú     |

### Grupo E
| Equipo            | Pts | PJ | PG | PE | PP | GF | GC | DG  |
| ----------------- | --- | -- | -- | -- | -- | -- | -- | --- |
| Wolfsburgo        | 10  | 4  | 3  | 1  | 0  | 13 | 7  | +6  |
| Milan             | 8   | 4  | 2  | 2  | 0  | 8  | 5  | +3  |
| Sporting de Braga | 6   | 4  | 2  | 0  | 2  | 7  | 5  | +2  |
| Portsmouth        | 4   | 4  | 1  | 1  | 2  | 7  | 8  | -1  |
| Heerenveen        | 0   | 4  | 0  | 0  | 4  | 3  | 13 | -10 |

| Fecha           | Estadio                    | Local             | Resultado | Visitante         |
| --------------- | -------------------------- | ----------------- | --------- | ----------------- |
| 23 de octubre   | Abe Lenstra Stadion        | Heerenveen        | 1:3       | Milan             |
| 23 de octubre   | Estádio Municipal de Braga | Sporting de Braga | 3:0       | Portsmouth        |
| 6 de noviembre  | San Siro                   | Milan             | 1:0       | Sporting de Braga |
| 6 de noviembre  | Volkswagen-Arena           | Wolfsburgo        | 5:1       | Heerenveen        |
| 27 de noviembre | Fratton Park               | Portsmouth        | 2:2       | Milan             |
| 27 de noviembre | Estádio Municipal de Braga | Sporting de Braga | 2:3       | Wolfsburgo        |
| 4 de diciembre  | Volkswagen-Arena           | Wolfsburgo        | 3:2       | Portsmouth        |
| 4 de diciembre  | Abe Lenstra Stadion        | Heerenveen        | 1:2       | Sporting de Braga |
| 17 de diciembre | Fratton Park               | Portsmouth        | 3:0       | Heerenveen        |
| 17 de diciembre | San Siro                   | Milan             | 2:2       | Wolfsburgo        |

### Grupo F
| Equipo         | Pts | PJ | PG | PE | PP | GF | GC | DG |
| -------------- | --- | -- | -- | -- | -- | -- | -- | -- |
| Hamburgo       | 9   | 4  | 3  | 0  | 1  | 7  | 3  | +4 |
| Ajax Ámsterdam | 7   | 4  | 2  | 1  | 1  | 5  | 4  | +1 |
| Aston Villa    | 6   | 4  | 2  | 0  | 2  | 5  | 6  | -1 |
| Žilina         | 4   | 4  | 1  | 1  | 2  | 3  | 4  | -1 |
| Slavia Praga   | 2   | 4  | 0  | 2  | 2  | 2  | 5  | -3 |

| Fecha           | Estadio            | Local           | Resultado | Visitante       |
| --------------- | ------------------ | --------------- | --------- | --------------- |
| 23 de octubre   | Villa Park         | Aston Villa     | 2:1       | Ajax            |
| 23 de octubre   | Stadium Pod Dubňom | Žilina          | 1:2       | Hamburgo        |
| 6 de noviembre  | Ámsterdam Arena    | Ajax            | 1:0       | Žilina          |
| 6 de noviembre  | Stadion Eden       | Slavia de Praga | 0:1       | Aston Villa     |
| 27 de noviembre | HSH Nordbank Arena | Hamburgo        | 0:1       | Ajax            |
| 27 de noviembre | Stadium Pod Dubňom | Žilina          | 0:0       | Slavia de Praga |
| 4 de diciembre  | Stadion Eden       | Slavia de Praga | 0:2       | Hamburgo        |
| 4 de diciembre  | Villa Park         | Aston Villa     | 1:2       | Žilina          |
| 17 de diciembre | HSH Nordbank Arena | Hamburgo        | 3:1       | Aston Villa     |
| 17 de diciembre | Ámsterdam Arena    | Ajax            | 2:2       | Slavia de Praga |

### Grupo G
| Equipo        | Pts | PJ | PG | PE | PP | GF | GC | DG |
| ------------- | --- | -- | -- | -- | -- | -- | -- | -- |
| Saint-Étienne | 8   | 4  | 2  | 2  | 0  | 9  | 4  | +5 |
| Valencia      | 6   | 4  | 1  | 3  | 0  | 8  | 4  | +4 |
| Copenhague    | 5   | 4  | 1  | 2  | 1  | 4  | 5  | -1 |
| Brujas        | 3   | 4  | 0  | 3  | 1  | 2  | 3  | -1 |
| Rosenborg     | 2   | 4  | 0  | 2  | 2  | 1  | 8  | -7 |

| Fecha           | Estadio             | Local         | Resultado | Visitante     |
| --------------- | ------------------- | ------------- | --------- | ------------- |
| 23 de octubre   | Parken Stadion      | Copenhague    | 1:3       | Saint-Étienne |
| 23 de octubre   | Lerkendal           | Rosenborg     | 0:0       | Brujas        |
| 6 de noviembre  | Geoffroy-Guichard   | Saint-Étienne | 3:0       | Rosenborg     |
| 6 de noviembre  | Mestalla            | Valencia      | 1:1       | Copenhague    |
| 27 de noviembre | Jan Breydel Stadium | Brujas        | 1:1       | Saint-Étienne |
| 27 de noviembre | Lerkendal           | Rosenborg     | 0:4       | Valencia      |
| 4 de diciembre  | Mestalla            | Valencia      | 1:1       | Brujas        |
| 4 de diciembre  | Parken Stadion      | Copenhague    | 1:1       | Rosenborg     |
| 17 de diciembre | Jan Breydel Stadium | Brujas        | 0:1       | Copenhague    |
| 17 de diciembre | Geoffroy-Guichard   | Saint-Étienne | 2:2       | Valencia      |

### Grupo H
| Equipo                 | Pts | PJ | PG | PE | PP | GF | GC | DG |
| ---------------------- | --- | -- | -- | -- | -- | -- | -- | -- |
| CSKA Moscú             | 12  | 4  | 4  | 0  | 0  | 12 | 5  | +7 |
| Deportivo de La Coruña | 7   | 4  | 2  | 1  | 1  | 5  | 4  | +1 |
| Lech Poznań            | 5   | 4  | 1  | 2  | 1  | 5  | 5  | 0  |
| Nancy                  | 4   | 4  | 1  | 1  | 2  | 8  | 7  | +1 |
| Feyenoord              | 0   | 4  | 0  | 0  | 4  | 1  | 10 | -9 |

| Fecha           | Estadio             | Local                  | Resultado | Visitante              |
| --------------- | ------------------- | ---------------------- | --------- | ---------------------- |
| 23 de octubre   | Marcel Picot        | Nancy                  | 3:0       | Feyenoord              |
| 23 de octubre   | Olímpico Luzhniki   | CSKA Moscú             | 3:0       | Deportivo de La Coruña |
| 6 de noviembre  | Stadion Feijenoord  | Feyenoord              | 1:3       | CSKA Moscú             |
| 6 de noviembre  | Municipal de Poznań | Lech Poznań            | 2:2       | Nancy                  |
| 27 de noviembre | Riazor              | Deportivo de La Coruña | 3:0       | Feyenoord              |
| 27 de noviembre | Olímpico Luzhniki   | CSKA Moscú             | 2:1       | Lech Poznań            |
| 4 de diciembre  | Municipal de Poznań | Lech Poznań            | 1:1       | Deportivo de La Coruña |
| 4 de diciembre  | Marcel Picot        | Nancy                  | 3:4       | CSKA Moscú             |
| 17 de diciembre | Riazor              | Deportivo de La Coruña | 1:0       | Nancy                  |
| 17 de diciembre | Stadion Feijenoord  | Feyenoord              | 0:1       | Lech Poznań            |

## Dieciseisavos de final
Después de la fase de grupos, el día 19 de diciembre de 2008 se celebró el sorteo para asignar los emparejamientos de las dos rondas siguientes, disputadas como eliminatorias de ida y vuelta. Cada campeón de grupo en la ronda anterior quedó encuadrado junto a un tercer clasificado como local, con la ventaja de disputar la vuelta como local para el equipo campeón. Los segundos clasificados se enfrentaron a los repescados de la Liga de Campeones, también con ventaja de campo para el partido de vuelta.
Los partidos de ida se disputarán los días 18 y 19 de febrero. La vuelta de la eliminatoria está prevista para el día 26 de febrero.
| Equipo local ida      | Resultado    | Equipo visitante ida   | Ida | Vuelta |
| --------------------- | ------------ | ---------------------- | --- | ------ |
| París Saint-Germain   | 5:1          | Wolfsburgo             | 2:0 | 3:1    |
| Copenhague            | 3:4          | Manchester City        | 2:2 | 1:2    |
| NEC Nijmegen          | 0:4          | Hamburgo               | 0:3 | 0:1    |
| Sampdoria             | 0:3          | Metalist Kharkiv       | 0:1 | 0:2    |
| Sporting Braga        | 4:1          | Standard Lieja         | 3:0 | 1:1    |
| Aston Villa           | 1:3          | CSKA Moscú             | 1:1 | 0:2    |
| Lech Poznań           | 3:4          | Udinese                | 2:2 | 1:2    |
| Olympiacos            | 2:5          | Saint-Étienne          | 1:3 | 1:2    |
| Fiorentina            | 1:2          | Ajax Ámsterdam         | 0:1 | 1:1    |
| Aalborg               | 6:1          | Deportivo de La Coruña | 3:0 | 3:1    |
| Werder Bremen         | (v.) 3:3     | Milan                  | 1:1 | 2:2    |
| Girondins de Bordeaux | 3:4          | Galatasaray            | 0:0 | 3:4    |
| Dinamo de Kiev        | (v.) 3:3     | Valencia               | 1:1 | 2:2    |
| Zenit San Petersburgo | 4:2          | VfB Stuttgart          | 2:1 | 2:1    |
| Olympique de Marsella | (7-6 p.) 1:1 | Twente                 | 0:1 | 1:0    |
| Shakhtar Donetsk      | 3:1          | Tottenham Hotspur      | 2:0 | 1:1    |

## Rondas finales
|  | Octavos de final                                            | Octavos de final                                            | Octavos de final                                            | Octavos de final                                            |   |                   | Cuartos de final                                      | Cuartos de final                                      | Cuartos de final                                      | Cuartos de final                                      |  |                    | Semifinales                                          | Semifinales                                          | Semifinales                                          | Semifinales                                          |  |                          | Final                                                | Final                                                |  |
|  | 12 de marzo de 2009 (ida) 18 y 19 de marzo de 2009 (vuelta) | 12 de marzo de 2009 (ida) 18 y 19 de marzo de 2009 (vuelta) | 12 de marzo de 2009 (ida) 18 y 19 de marzo de 2009 (vuelta) | 12 de marzo de 2009 (ida) 18 y 19 de marzo de 2009 (vuelta) |   |                   | 9 de abril de 2009 (ida) 16 de abril de 2009 (vuelta) | 9 de abril de 2009 (ida) 16 de abril de 2009 (vuelta) | 9 de abril de 2009 (ida) 16 de abril de 2009 (vuelta) | 9 de abril de 2009 (ida) 16 de abril de 2009 (vuelta) |  |                    | 30 de abril de 2009 (ida) 7 de mayo de 2009 (vuelta) | 30 de abril de 2009 (ida) 7 de mayo de 2009 (vuelta) | 30 de abril de 2009 (ida) 7 de mayo de 2009 (vuelta) | 30 de abril de 2009 (ida) 7 de mayo de 2009 (vuelta) |  |                          | 20 de mayo de 2009 Estadio Şükrü Saracoğlu, Estambul | 20 de mayo de 2009 Estadio Şükrü Saracoğlu, Estambul |  |
|  |                                                             |                                                             |                                                             |                                                             |   |                   |                                                       |                                                       |                                                       |                                                       |  |                    |                                                      |                                                      |                                                      |                                                      |  |                          |                                                      |                                                      |  |
|  |                                                             |                                                             |                                                             |                                                             |   |                   |                                                       |                                                       |                                                       |                                                       |  |                    |                                                      |                                                      |                                                      |                                                      |  |                          |                                                      |                                                      |  |
|  | París St.-Germain                                           | 0                                                           | 1                                                           | 1                                                           |   |                   |                                                       |                                                       |                                                       |                                                       |  |                    |                                                      |                                                      |                                                      |                                                      |  |                          |                                                      |                                                      |  |
|  | París St.-Germain                                           | 0                                                           | 1                                                           | 1                                                           |   |                   |                                                       |                                                       |                                                       |                                                       |  |                    |                                                      |                                                      |                                                      |                                                      |  |                          |                                                      |                                                      |  |
|  | Sporting de Braga                                           | 0                                                           | 0                                                           | 0                                                           |   |                   |                                                       |                                                       |                                                       |                                                       |  |                    |                                                      |                                                      |                                                      |                                                      |  |                          |                                                      |                                                      |  |
|  | Sporting de Braga                                           | 0                                                           | 0                                                           | 0                                                           |   | París St.-Germain | 0                                                     | 0                                                     | 0                                                     |                                                       |  |                    |                                                      |                                                      |                                                      |                                                      |  |                          |                                                      |                                                      |  |
|  |                                                             |                                                             |                                                             |                                                             |   | París St.-Germain | 0                                                     | 0                                                     | 0                                                     |                                                       |  |                    |                                                      |                                                      |                                                      |                                                      |  |                          |                                                      |                                                      |  |
|  |                                                             |                                                             | Dinamo de Kiev                                              | 0                                                           | 3 | 3                 |                                                       |                                                       |                                                       |                                                       |  |                    |                                                      |                                                      |                                                      |                                                      |  |                          |                                                      |                                                      |  |
|  | Dinamo de Kiev (v.)                                         | 1                                                           | Dinamo de Kiev                                              | 0                                                           | 3 | 3                 | 2                                                     | 3                                                     |                                                       |                                                       |  |                    |                                                      |                                                      |                                                      |                                                      |  |                          |                                                      |                                                      |  |
|  | Dinamo de Kiev (v.)                                         | 1                                                           |                                                             |                                                             |   |                   |                                                       |                                                       |                                                       |                                                       |  |                    |                                                      |                                                      |                                                      |                                                      |  |                          |                                                      |                                                      |  |
|  | Metalist Kharkhiv                                           | 0                                                           | 3                                                           | 3                                                           |   |                   |                                                       |                                                       |                                                       |                                                       |  |                    |                                                      |                                                      |                                                      |                                                      |  |                          |                                                      |                                                      |  |
|  | Metalist Kharkhiv                                           | 0                                                           | 3                                                           | 3                                                           |   |                   |                                                       |                                                       |                                                       |                                                       |  | Dinamo de Kiev     | 1                                                    | 1                                                    | 2                                                    |                                                      |  |                          |                                                      |                                                      |  |
|  |                                                             |                                                             |                                                             |                                                             |   |                   |                                                       |                                                       |                                                       |                                                       |  | Dinamo de Kiev     | 1                                                    | 1                                                    | 2                                                    |                                                      |  |                          |                                                      |                                                      |  |
|  |                                                             |                                                             | Shakhtar Donetsk                                            | 1                                                           | 2 | 3                 |                                                       |                                                       |                                                       |                                                       |  |                    |                                                      |                                                      |                                                      |                                                      |  |                          |                                                      |                                                      |  |
|  | CSKA Moscú                                                  | 1                                                           | Shakhtar Donetsk                                            | 1                                                           | 2 | 3                 | 0                                                     | 1                                                     |                                                       |                                                       |  |                    |                                                      |                                                      |                                                      |                                                      |  |                          |                                                      |                                                      |  |
|  | CSKA Moscú                                                  | 1                                                           |                                                             |                                                             |   |                   |                                                       |                                                       |                                                       |                                                       |  |                    |                                                      |                                                      |                                                      |                                                      |  |                          |                                                      |                                                      |  |
|  | Shakhtar Donetsk                                            | 0                                                           | 2                                                           | 2                                                           |   |                   |                                                       |                                                       |                                                       |                                                       |  |                    |                                                      |                                                      |                                                      |                                                      |  |                          |                                                      |                                                      |  |
|  | Shakhtar Donetsk                                            | 0                                                           | 2                                                           | 2                                                           |   | Shakhtar Donetsk  | 2                                                     | 2                                                     | 4                                                     |                                                       |  |                    |                                                      |                                                      |                                                      |                                                      |  |                          |                                                      |                                                      |  |
|  |                                                             |                                                             |                                                             |                                                             |   | Shakhtar Donetsk  | 2                                                     | 2                                                     | 4                                                     |                                                       |  |                    |                                                      |                                                      |                                                      |                                                      |  |                          |                                                      |                                                      |  |
|  |                                                             |                                                             | O. de Marsella                                              | 0                                                           | 1 | 1                 |                                                       |                                                       |                                                       |                                                       |  |                    |                                                      |                                                      |                                                      |                                                      |  |                          |                                                      |                                                      |  |
|  | O. de Marsella (t. s.)                                      | 2                                                           | O. de Marsella                                              | 0                                                           | 1 | 1                 | 2                                                     | 4                                                     |                                                       |                                                       |  |                    |                                                      |                                                      |                                                      |                                                      |  |                          |                                                      |                                                      |  |
|  | O. de Marsella (t. s.)                                      | 2                                                           |                                                             |                                                             |   |                   |                                                       |                                                       |                                                       |                                                       |  |                    |                                                      |                                                      |                                                      |                                                      |  |                          |                                                      |                                                      |  |
|  | Ajax                                                        | 1                                                           | 2                                                           | 3                                                           |   |                   |                                                       |                                                       |                                                       |                                                       |  |                    |                                                      |                                                      |                                                      |                                                      |  |                          |                                                      |                                                      |  |
|  | Ajax                                                        | 1                                                           | 2                                                           | 3                                                           |   |                   |                                                       |                                                       |                                                       |                                                       |  |                    |                                                      |                                                      |                                                      |                                                      |  | Shakhtar Donetsk (t. s.) | 2                                                    |                                                      |  |
|  |                                                             |                                                             |                                                             |                                                             |   |                   |                                                       |                                                       |                                                       |                                                       |  |                    |                                                      |                                                      |                                                      |                                                      |  | Shakhtar Donetsk (t. s.) | 2                                                    |                                                      |  |
|  |                                                             |                                                             | Werder Bremen                                               | 1                                                           |   |                   |                                                       |                                                       |                                                       |                                                       |  |                    |                                                      |                                                      |                                                      |                                                      |  |                          |                                                      |                                                      |  |
|  | Werder Bremen                                               | 1                                                           | Werder Bremen                                               | 1                                                           | 2 | 3                 |                                                       |                                                       |                                                       |                                                       |  |                    |                                                      |                                                      |                                                      |                                                      |  |                          |                                                      |                                                      |  |
|  | Werder Bremen                                               | 1                                                           |                                                             |                                                             |   |                   |                                                       |                                                       |                                                       |                                                       |  |                    |                                                      |                                                      |                                                      |                                                      |  |                          |                                                      |                                                      |  |
|  | Saint-Étienne                                               | 0                                                           | 2                                                           | 2                                                           |   |                   |                                                       |                                                       |                                                       |                                                       |  |                    |                                                      |                                                      |                                                      |                                                      |  |                          |                                                      |                                                      |  |
|  | Saint-Étienne                                               | 0                                                           | 2                                                           | 2                                                           |   | Werder Bremen     | 3                                                     | 3                                                     | 6                                                     |                                                       |  |                    |                                                      |                                                      |                                                      |                                                      |  |                          |                                                      |                                                      |  |
|  |                                                             |                                                             |                                                             |                                                             |   | Werder Bremen     | 3                                                     | 3                                                     | 6                                                     |                                                       |  |                    |                                                      |                                                      |                                                      |                                                      |  |                          |                                                      |                                                      |  |
|  |                                                             |                                                             | Udinese                                                     | 1                                                           | 3 | 4                 |                                                       |                                                       |                                                       |                                                       |  |                    |                                                      |                                                      |                                                      |                                                      |  |                          |                                                      |                                                      |  |
|  | Udinese                                                     | 2                                                           | Udinese                                                     | 1                                                           | 3 | 4                 | 0                                                     | 2                                                     |                                                       |                                                       |  |                    |                                                      |                                                      |                                                      |                                                      |  |                          |                                                      |                                                      |  |
|  | Udinese                                                     | 2                                                           |                                                             |                                                             |   |                   |                                                       |                                                       |                                                       |                                                       |  |                    |                                                      |                                                      |                                                      |                                                      |  |                          |                                                      |                                                      |  |
|  | Zenit                                                       | 0                                                           | 1                                                           | 1                                                           |   |                   |                                                       |                                                       |                                                       |                                                       |  |                    |                                                      |                                                      |                                                      |                                                      |  |                          |                                                      |                                                      |  |
|  | Zenit                                                       | 0                                                           | 1                                                           | 1                                                           |   |                   |                                                       |                                                       |                                                       |                                                       |  | Werder Bremen (v.) | 0                                                    | 3                                                    | 3                                                    |                                                      |  |                          |                                                      |                                                      |  |
|  |                                                             |                                                             |                                                             |                                                             |   |                   |                                                       |                                                       |                                                       |                                                       |  | Werder Bremen (v.) | 0                                                    | 3                                                    | 3                                                    |                                                      |  |                          |                                                      |                                                      |  |
|  |                                                             |                                                             | Hamburgo                                                    | 1                                                           | 2 | 3                 |                                                       |                                                       |                                                       |                                                       |  |                    |                                                      |                                                      |                                                      |                                                      |  |                          |                                                      |                                                      |  |
|  | Hamburgo                                                    | 1                                                           | Hamburgo                                                    | 1                                                           | 2 | 3                 | 3                                                     | 4                                                     |                                                       |                                                       |  |                    |                                                      |                                                      |                                                      |                                                      |  |                          |                                                      |                                                      |  |
|  | Hamburgo                                                    | 1                                                           |                                                             |                                                             |   |                   |                                                       |                                                       |                                                       |                                                       |  |                    |                                                      |                                                      |                                                      |                                                      |  |                          |                                                      |                                                      |  |
|  | Galatasaray                                                 | 1                                                           | 2                                                           | 3                                                           |   |                   |                                                       |                                                       |                                                       |                                                       |  |                    |                                                      |                                                      |                                                      |                                                      |  |                          |                                                      |                                                      |  |
|  | Galatasaray                                                 | 1                                                           | 2                                                           | 3                                                           |   | Hamburgo          | 3                                                     | 1                                                     | 4                                                     |                                                       |  |                    |                                                      |                                                      |                                                      |                                                      |  |                          |                                                      |                                                      |  |
|  |                                                             |                                                             |                                                             |                                                             |   | Hamburgo          | 3                                                     | 1                                                     | 4                                                     |                                                       |  |                    |                                                      |                                                      |                                                      |                                                      |  |                          |                                                      |                                                      |  |
|  |                                                             |                                                             | Man. City                                                   | 1                                                           | 2 | 3                 |                                                       |                                                       |                                                       |                                                       |  |                    |                                                      |                                                      |                                                      |                                                      |  |                          |                                                      |                                                      |  |
|  | Man. City (p.)                                              | 2                                                           | Man. City                                                   | 1                                                           | 2 | 3                 | 0                                                     | 2 (4)                                                 |                                                       |                                                       |  |                    |                                                      |                                                      |                                                      |                                                      |  |                          |                                                      |                                                      |  |
|  | Man. City (p.)                                              | 2                                                           |                                                             |                                                             |   |                   |                                                       |                                                       |                                                       |                                                       |  |                    |                                                      |                                                      |                                                      |                                                      |  |                          |                                                      |                                                      |  |
|  | Aalborg                                                     | 0                                                           | 2                                                           | 2 (3)                                                       |   |                   |                                                       |                                                       |                                                       |                                                       |  |                    |                                                      |                                                      |                                                      |                                                      |  |                          |                                                      |                                                      |  |
|  | Aalborg                                                     | 0                                                           | 2                                                           | 2 (3)                                                       |   |                   |                                                       |                                                       |                                                       |                                                       |  |                    |                                                      |                                                      |                                                      |                                                      |  |                          |                                                      |                                                      |  |
|  |                                                             |                                                             |                                                             |                                                             |   |                   |                                                       |                                                       |                                                       |                                                       |  |                    |                                                      |                                                      |                                                      |                                                      |  |                          |                                                      |                                                      |  |

### Octavos de final
Las eliminatorias de octavos de final quedaron decididas en el mismo sorteo de los dieciseisavos de final, hecho que se produjo el  19 de diciembre de 2008 en Nyon. La ida de esta eliminatoria se disputó el 12 de marzo de 2009, mientras que la vuelta el 18 y 19 de marzo.

#### Paris Saint-Germain - Braga
| 12 de marzo de 2009 | Paris Saint-Germain | 0:0' | SC Braga | Parc des Princes, París                                                      |  |
|                     |                     |      |          | Asistencia: 35.000 espectadores Árbitro(s): Matteo Simone Trefoloni (Italia) |  |

| 19 de marzo de 2009 | SC Braga | 0:1 (0:0) | Paris Saint-Germain | Estadio Municipal, Braga                                            |                                                                     |
|                     |          |           | Hoarau 81'          | Asistencia: 16.371 espectadores Árbitro(s): Craig Thomson (Escocia) | Asistencia: 16.371 espectadores Árbitro(s): Craig Thomson (Escocia) |

#### Dínamo de Kiev - Metalist Járkov
| 12 de marzo de 2009 | Dínamo de Kiev | 1:0 (0:0) | Metalist Járkov | Valeri Lobanovskiy, Kiev                                               |                                                                        |
|                     | Vukojević 54'  |           |                 | Asistencia: 17.800 espectadores Árbitro(s): Michael Riley (Inglaterra) | Asistencia: 17.800 espectadores Árbitro(s): Michael Riley (Inglaterra) |

| 19 de marzo de 2009 | Metalist Járkov             | 3:2 (1:0) | Dínamo de Kiev                      | Metalist Stadium, Járkov                                              |                                                                       |
|                     | Sliusar 29', 70' · Jajá 56' |           | Sablić 68' · Berezovchuk 79' (a.g.) | Asistencia: 26.000 espectadores Árbitro(s): Laurent Duhamel (Francia) | Asistencia: 26.000 espectadores Árbitro(s): Laurent Duhamel (Francia) |

#### CSKA Moscú - Shakhtar Donetsk
| 12 de marzo de 2009 | CSKA Moscú             | 1:0 (0:0) | Shakhtar Donetsk | Olímpico de Luzhniki, Moscú                                         |                                                                     |
|                     | Vágner Love 50' (pen.) |           |                  | Asistencia: 19.700 espectadores Árbitro(s): Nicola Rizzoli (Italia) | Asistencia: 19.700 espectadores Árbitro(s): Nicola Rizzoli (Italia) |

| 19 de marzo de 2009 | Shakhtar Donetsk                          | 2:0 (0:0) | CSKA Moscú | RSK Olympiyskiy, Donetsk                                                 |                                                                          |
|                     | Fernandinho 54' (pen.) · Luiz Adriano 70' |           |            | Asistencia: 25.000 espectadores Árbitro(s): Björn Kuipers (Países Bajos) | Asistencia: 25.000 espectadores Árbitro(s): Björn Kuipers (Países Bajos) |

#### Olympique Marsella - Ajax Ámsterdam
| 12 de marzo de 2009 | Olympique Marsella      | 2:1 (2:1) | Ajax Ámsterdam    | Stade Vélodrome, Marsella                                        |                                                                  |
|                     | Cheyrou 19' · Niang 33' |           | Suárez 36' (pen.) | Asistencia: 27.829 espectadores Árbitro(s): Ivan Bebek (Croacia) | Asistencia: 27.829 espectadores Árbitro(s): Ivan Bebek (Croacia) |

| 18 de marzo de 2009 | Ajax Ámsterdam                 | 2:2 (1:1, 2:1) (t. s.) | Olympique Marsella     | Ámsterdam ArenA, Ámsterdam                                           |                                                                      |
|                     | Eyong Enoh 33' · Sulejmani 74' |                        | Niang 35' · Mears 110' | Asistencia: 47.650 espectadores Árbitro(s): Florian Meyer (Alemania) | Asistencia: 47.650 espectadores Árbitro(s): Florian Meyer (Alemania) |

#### Werder Bremen - Saint-Étienne
| 12 de marzo de 2009 | Werder Bremen | 1:0 (1:0) | AS Saint-Étienne | Weserstadion, Bremen                                              |                                                                   |
|                     | Naldo 20'     |           |                  | Asistencia: 30.116 espectadores Árbitro(s): Terje Hauge (Noruega) | Asistencia: 30.116 espectadores Árbitro(s): Terje Hauge (Noruega) |

| 18 de marzo de 2009 | AS Saint-Étienne            | 2:2 (0:2) | Werder Bremen          | Stade Geoffroy-Guichard, Saint-Étienne                                |                                                                       |
|                     | Benalouane 64' · Grax 90+2' |           | Prödl 6' · Pizarro 27' | Asistencia: 33.522 espectadores Árbitro(s): Alexandru Tudor (Rumania) | Asistencia: 33.522 espectadores Árbitro(s): Alexandru Tudor (Rumania) |

#### Udinese - Zenit
| 12 de marzo de 2009 | Udinese                                 | 2:0 (0:0) | Zenit San Petersburgo | Estadio Friuli, Udine                                                           |                                                                                 |
|                     | Quagliarella 85' · Di Natale 88' (pen.) |           |                       | Asistencia: 20.000 espectadores Árbitro(s): Eduardo Iturralde González (España) | Asistencia: 20.000 espectadores Árbitro(s): Eduardo Iturralde González (España) |

| 19 de marzo de 2009 | Zenit San Petersburgo | 1:0 (1:0) | Udinese | Estadio Petrovsky, San Petersburgo                                       |                                                                          |
|                     | Tymoshchuk 34'        |           |         | Asistencia: 19.500 espectadores Árbitro(s): Martin Atkinson (Inglaterra) | Asistencia: 19.500 espectadores Árbitro(s): Martin Atkinson (Inglaterra) |

#### Hamburgo - Galatasaray
| 12 de marzo de 2009 | Hamburgo SV | 1:1 (0:1) | Galatasaray SK | HSH Nordbank Arena, Hamburgo                                        |                                                                     |
|                     | Jansen 50'  |           | Akman 33'      | Asistencia: 50.000 espectadores Árbitro(s): Viktor Kassai (Hungría) | Asistencia: 50.000 espectadores Árbitro(s): Viktor Kassai (Hungría) |

| 19 de marzo de 2009 | Galatasaray SK                | 2:3 (1:0) | Hamburgo SV                 | Estadio Ali Sami Yen, Estambul                                       |                                                                      |
|                     | Kewell 42' (pen.) · Baroš 49' |           | Guerrero 57' 60' · Olić 90' | Asistencia: 23.500 espectadores Árbitro(s): Pedro Proença (Portugal) | Asistencia: 23.500 espectadores Árbitro(s): Pedro Proença (Portugal) |

#### Manchester City - Aalborg
| 12 de marzo de 2009 | Manchester City                  | 2:0 (2:0) | Aalborg BK | City of Manchester Stadium, Mánchester                               |                                                                      |
|                     | Caicedo 8' · Wright-Phillips 30' |           |            | Asistencia: 24.502 espectadores Árbitro(s): Alain Hamer (Luxemburgo) | Asistencia: 24.502 espectadores Árbitro(s): Alain Hamer (Luxemburgo) |

| 19 de marzo de 2009 | Aalborg BK                                                | 2:0 (0:0, 2:0) (t. s.)(3:4 p.) | Manchester City                         | Energi Nord Arena, Aalborg                                            |                                                                       |
|                     | Shelton 85' · Jakobsen 90+1' (pen.)                       |                                |                                         | Asistencia: 10.734 espectadores Árbitro(s): Stéphane Lannoy (Francia) | Asistencia: 10.734 espectadores Árbitro(s): Stéphane Lannoy (Francia) |
|                     |                                                           | Tiros desde el punto penal     |                                         |                                                                       |                                                                       |
|                     | Jakobsen · Johansson · Augustinussen · Nomvethe · Shelton |                                | Evans · Elano · Wright-Phillips · Dunne |                                                                       |                                                                       |

### Cuartos de final
El sorteo de los cuartos de final, donde también se sortearon semifinales y final, se llevó a cabo el 20 de marzo de 2009 en Nyon.
La ida de esta eliminatoria se disputó el 9 de abril de 2009, mientras que la vuelta el 16 del mismo mes.

#### Paris Saint-Germain - Dínamo de Kiev
| 9 de abril de 2009 | Paris Saint-Germain | 0:0' | Dínamo de Kiev | Parc des Princes, París                                               |  |
|                    |                     |      |                | Asistencia: 41.00 espectadores Árbitro(s): Pieter Vink (Países Bajos) |  |

| 16 de abril de 2009 | Dínamo de Kiev                                    | 3:0 (2:0) | Paris Saint-Germain | Valeri Lobanovskiy, Kiev                                                 |                                                                          |
|                     | Bangoura 4' · Landreau 16' (a.g.) · Vukojević 61' |           |                     | Asistencia: 16.300 espectadores Árbitro(s): Frank de Bleeckere (Bélgica) | Asistencia: 16.300 espectadores Árbitro(s): Frank de Bleeckere (Bélgica) |

#### Shakhtar Donetsk - Olympique Marsella
| 9 de abril de 2009 | Shakhtar Donetsk           | 2:0 (1:0) | Olympique Marsella | RSK Olympiyskiy, Donetsk                                           |                                                                    |
|                    | Hübschman 39' · Jadson 65' |           |                    | Asistencia: 25.500 espectadores Árbitro(s): Felix Brych (Alemania) | Asistencia: 25.500 espectadores Árbitro(s): Felix Brych (Alemania) |

| 16 de abril de 2009 | Olympique Marsella | 1:2 (1:1) | Shakhtar Donetsk                     | Stade Vélodrome, Marsella                                                   |                                                                             |
|                     | Ben Arfa 43'       |           | Fernandinho 30' · Luiz Adriano 90+3' | Asistencia: 48.268 espectadores Árbitro(s): Manuel Mejuto González (España) | Asistencia: 48.268 espectadores Árbitro(s): Manuel Mejuto González (España) |

#### Werder Bremen - Udinese
| 9 de abril de 2009 | Werder Bremen                    | 3:1 (1:0) | Udinese          | Weserstadion, Bremen                                                  |                                                                       |
|                    | Diego 34' 67' · Hugo Almeida 69' |           | Quagliarella 87' | Asistencia: 32.548 espectadores Árbitro(s): Laurent Duhamel (Francia) | Asistencia: 32.548 espectadores Árbitro(s): Laurent Duhamel (Francia) |

| 16 de abril de 2009 | Udinese                          | 3:3 (3:1) | Werder Bremen               | Estadio Friuli, Udine                                               |                                                                     |
|                     | Inler 15' · Quagliarella 30' 38' |           | Diego 28' 60' · Pizarro 73' | Asistencia: 25.584 espectadores Árbitro(s): Martin Hansson (Suecia) | Asistencia: 25.584 espectadores Árbitro(s): Martin Hansson (Suecia) |

#### Hamburgo - Manchester City
| 9 de abril de 2009 | Hamburgo SV                                         | 3:1 (1:1) | Manchester City | HSH Nordbank Arena, Hamburgo                                                |                                                                             |
|                    | Mathijsen 9' · Trochowski 63' (pen.) · Guerrero 79' |           | Ireland 1'      | Asistencia: 50.500 espectadores Árbitro(s): Olegário Benquerença (Portugal) | Asistencia: 50.500 espectadores Árbitro(s): Olegário Benquerença (Portugal) |

| 16 de abril de 2009 | Manchester City                | 2:1 (1:1) | Hamburgo SV  | City of Manchester Stadium, Mánchester                              |                                                                     |
|                     | Elano 17' (pen.) · Caicedo 50' |           | Guerrero 12' | Asistencia: 47.009 espectadores Árbitro(s): Nicola Rizzoli (Italia) | Asistencia: 47.009 espectadores Árbitro(s): Nicola Rizzoli (Italia) |

### Semifinales
Los partidos de ida y vuelta se disputaron los días 30 de abril y 7 de mayo, respectivamente.

#### Dínamo de Kiev - Shakhtar Donetsk
| 30 de abril de 2009 | Dínamo de Kiev         | 1:1 (1:0) | Shakhtar Donetsk | Valeri Lobanovskiy, Kiev                                            |                                                                     |
|                     | Chygrynskiy 22' (a.g.) |           | Fernandinho 68'  | Asistencia: 17.000 espectadores Árbitro(s): Konrad Plautz (Austria) | Asistencia: 17.000 espectadores Árbitro(s): Konrad Plautz (Austria) |

| 7 de mayo de 2009 | Shakhtar Donetsk         | 2:1 (1:0) | Dínamo de Kiev | RSK Olympiyskiy, Donetsk                                                    |                                                                             |
|                   | Jadson 17' · Ilsinho 89' |           | Bangoura 47'   | Asistencia: 24.300 espectadores Árbitro(s): Olegário Benquerença (Portugal) | Asistencia: 24.300 espectadores Árbitro(s): Olegário Benquerença (Portugal) |

#### Werder Bremen - Hamburgo
| 30 de abril de 2009 | Werder Bremen | 0:1 (0:1) | Hamburgo SV    | Weserstadion, Bremen                                                 |                                                                      |
|                     |               |           | Trochowski 28' | Asistencia: 37.500 espectadores Árbitro(s): Howard Webb (Inglaterra) | Asistencia: 37.500 espectadores Árbitro(s): Howard Webb (Inglaterra) |

| 7 de mayo de 2009 | Hamburgo SV  | 2:3 (1:1) | Werder Bremen                         | HSH Nordbank Arena, Hamburgo                                             |                                                                          |
|                   | Olic 12' 87' |           | Diego 29' · Pizarro 66' · Baumann 83' | Asistencia: 51.000 espectadores Árbitro(s): Frank De Bleeckere (Bélgica) | Asistencia: 51.000 espectadores Árbitro(s): Frank De Bleeckere (Bélgica) |

## Final

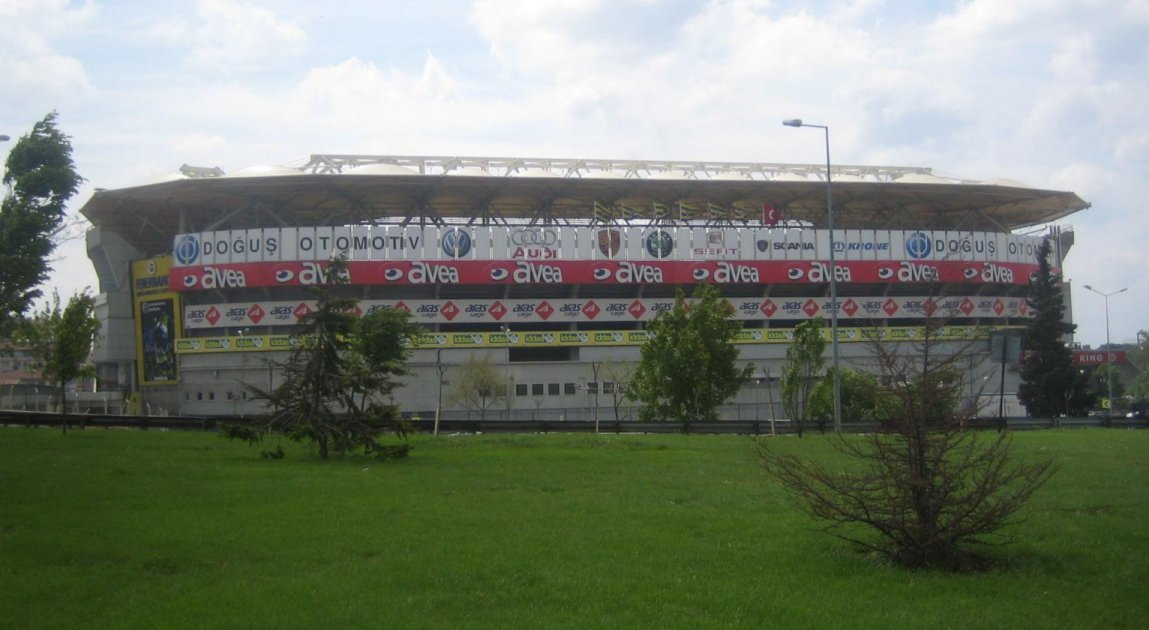
Şükrü Saraçoğlu Stadyumu

La final de la Copa de la UEFA 2008–09 se celebró el 20 de mayo de 2009 en el estadio Şükrü Saracoğlu de Estambul, Turquía. Esta fue la primera vez que se disputó una final de la Copa de la UEFA en Turquía y la segunda final continental desde la final de la Liga de Campeones de la UEFA 2004-05, que se disputó en el Estadio Olímpico Atatürk de Estambul.
| 30         | POR        | Andriy Pyatov       |      |
| 33         | DEF        | Darijo Srna         |      |
| 5          | DEF        | Oleksandr Kucher    |      |
| 27         | DEF        | Dmytro Chyhrynskiy  |      |
| 26         | DEF        | Răzvan Raţ          |      |
| 18         | MED        | Mariusz Lewandowski |      |
| 7          | MED        | Fernandinho         |      |
| 11         | MED        | Ilsinho             | 100' |
| 22         | MED        | Willian             |      |
| 8          | MED        | Jadson              | 112' |
| 17         | DEL        | Luiz Adriano        | 90'  |
| Entrenador | Entrenador | Mircea Lucescu      |      |

| 1          | POR        | Tim Wiese          |      |
| 8          | DEF        | Clemens Fritz      | 95'  |
| 15         | DEF        | Sebastian Prödl    |      |
| 4          | DEF        | Naldo              |      |
| 2          | DEF        | Sebastian Boenisch |      |
| 22         | MED        | Torsten Frings     |      |
| 6          | MED        | Frank Baumann      |      |
| 25         | MED        | Peter Niemeyer     | 103' |
| 11         | MED        | Mesut Özil         |      |
| 24         | DEL        | Claudio Pizarro    |      |
| 9          | DEL        | Markus Rosenberg   | 78'  |
| Entrenador | Entrenador | Thomas Schaaf      |      |

| 21 | DEL | Oleksandr Hladky | 90'  |
| 19 | MED | Oleksiy Hai      | 100' |
| 4  | DEF | Igor Duljaj      | 112' |

| 14 | DEL | Aaron Hunt         | 78'  |
| 3  | DEF | Petri Pasanen      | 95'  |
| 16 | MED | Alexandros Tziolis | 103' |

| Anotado | 25' | Luiz Adriano | 1-0 |
| Anotado | 97' | Jadson       | 2-1 |

| Anotado | 35' | Naldo | 1-1 |

| Amonestado | 57' | Darijo Srna         |
| Amonestado | 77' | Mariusz Lewandowski |
| Amonestado | 87' | Ilsinho             |

| Amonestado | 46'+   | Torsten Frings     |
| Amonestado | 82'    | Clemens Fritz      |
| Amonestado | 115'   | Alexandros Tziolis |
| Amonestado | 120'+2 | Sebastian Boenisch |

| Árbitro             | Luis Medina Cantalejo          |
| Árbitros asistentes | Jesús Calvo Guadamuro          |
| Árbitros asistentes | Roberto Díaz Pérez Del Palomar |
| Cuarto árbitro      | Alfonso Pérez Burrull          |
| Observador árbitros | Sergey Zuev                    |

| 30         | POR        | Andriy Pyatov       |      |
| 33         | DEF        | Darijo Srna         |      |
| 5          | DEF        | Oleksandr Kucher    |      |
| 27         | DEF        | Dmytro Chyhrynskiy  |      |
| 26         | DEF        | Răzvan Raţ          |      |
| 18         | MED        | Mariusz Lewandowski |      |
| 7          | MED        | Fernandinho         |      |
| 11         | MED        | Ilsinho             | 100' |
| 22         | MED        | Willian             |      |
| 8          | MED        | Jadson              | 112' |
| 17         | DEL        | Luiz Adriano        | 90'  |
| Entrenador | Entrenador | Mircea Lucescu      |      |

| 1          | POR        | Tim Wiese          |      |
| 8          | DEF        | Clemens Fritz      | 95'  |
| 15         | DEF        | Sebastian Prödl    |      |
| 4          | DEF        | Naldo              |      |
| 2          | DEF        | Sebastian Boenisch |      |
| 22         | MED        | Torsten Frings     |      |
| 6          | MED        | Frank Baumann      |      |
| 25         | MED        | Peter Niemeyer     | 103' |
| 11         | MED        | Mesut Özil         |      |
| 24         | DEL        | Claudio Pizarro    |      |
| 9          | DEL        | Markus Rosenberg   | 78'  |
| Entrenador | Entrenador | Thomas Schaaf      |      |

| 21 | DEL | Oleksandr Hladky | 90'  |
| 19 | MED | Oleksiy Hai      | 100' |
| 4  | DEF | Igor Duljaj      | 112' |

| 14 | DEL | Aaron Hunt         | 78'  |
| 3  | DEF | Petri Pasanen      | 95'  |
| 16 | MED | Alexandros Tziolis | 103' |

| Anotado | 25' | Luiz Adriano | 1-0 |
| Anotado | 97' | Jadson       | 2-1 |

| Anotado | 35' | Naldo | 1-1 |

| Amonestado | 57' | Darijo Srna         |
| Amonestado | 77' | Mariusz Lewandowski |
| Amonestado | 87' | Ilsinho             |

| Amonestado | 46'+   | Torsten Frings     |
| Amonestado | 82'    | Clemens Fritz      |
| Amonestado | 115'   | Alexandros Tziolis |
| Amonestado | 120'+2 | Sebastian Boenisch |

| Árbitro             | Luis Medina Cantalejo          |
| Árbitros asistentes | Jesús Calvo Guadamuro          |
| Árbitros asistentes | Roberto Díaz Pérez Del Palomar |
| Cuarto árbitro      | Alfonso Pérez Burrull          |
| Observador árbitros | Sergey Zuev                    |

|                                      |
| Bandera de Ucrania                   |
| Campeón Shakhtar Donetsk 1.er título |

## Goleadores[2]
| Jugador               | Equipo              | Goles | Minutos |
| --------------------- | ------------------- | ----- | ------- |
| Vágner Love           | CSKA Moscú          | 11    | 900'    |
| Ivica Olić            | Hamburgo            | 9     | 1020'   |
| Fabio Quagliarella    | Udinese             | 8     | 826'    |
| Diego                 | Werder Bremen       | 6     | 698'    |
| Mario Gómez           | VfB Stuttgart       | 6     | 709'    |
| Luis Aguiar           | Sporting Braga      | 6     | 777'    |
| Péguy Luyindula       | París Saint-Germain | 6     | 843'    |
| Ilan Araujo Dall'Igna | Saint-Étienne       | 5     | 405'    |
| Albert Meyong         | Sporting Braga      | 5     | 572'    |
| Diogo                 | Olympiacos          | 5     | 582'    |
| Milan Baroš           | Galatasaray         | 5     | 720'    |
| Hernán Rengifo        | Lech Poznań         | 5     | 750'    |
| Claudio Pizarro       | Werder Bremen       | 5     | 836'    |
| Mladen Petrić         | Hamburgo            | 5     | 857'    |
| Luis Suárez           | Ajax Ámsterdam      | 5     | 893'    |